# شعب الداياك

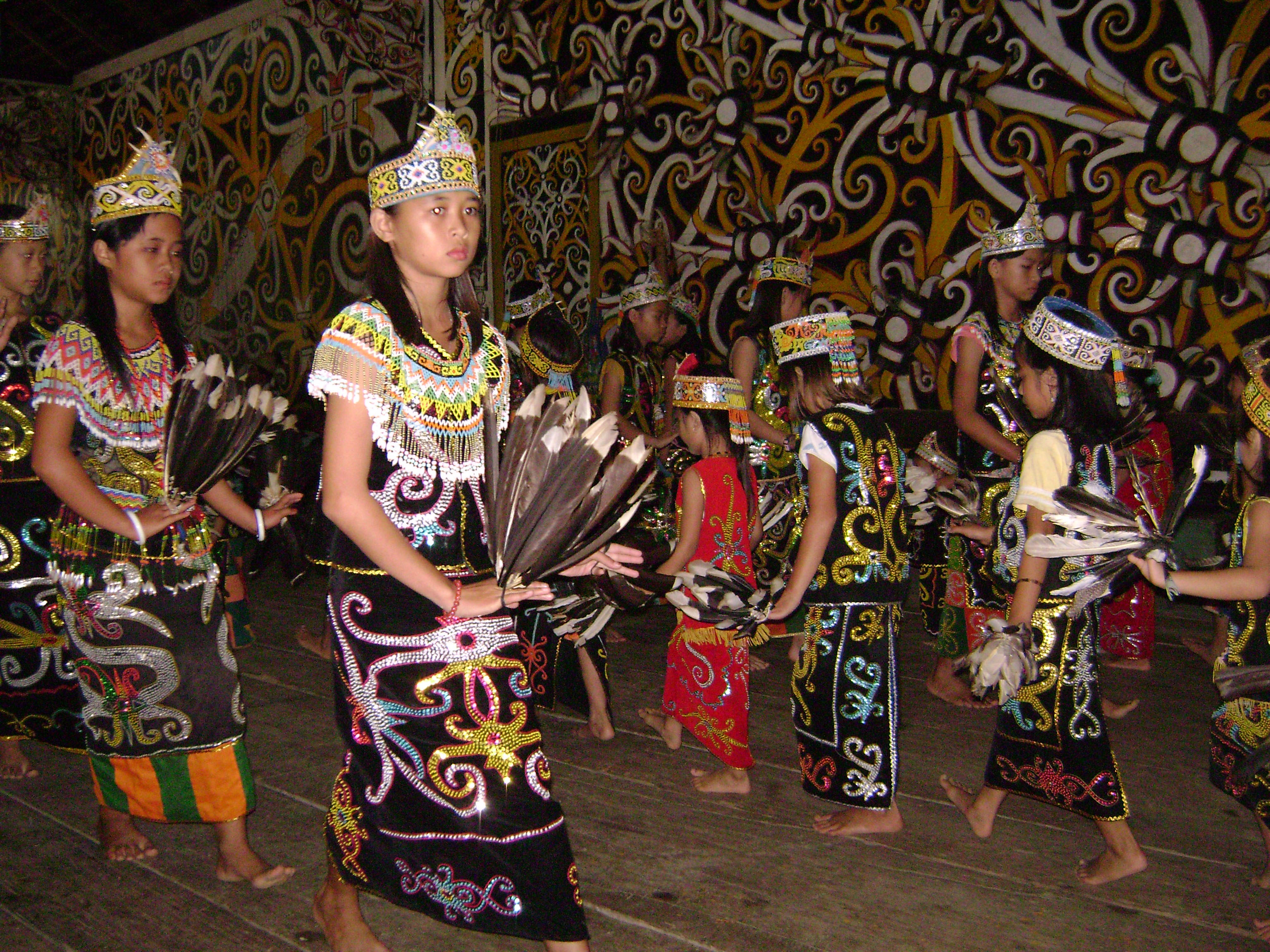
اللباس والرقص التقليدي لشعب الداياك

قبائل الداياك أو شعب الداياك, هم السكان الأصليون الذين قطنوا جزيرة بورنيو بين إندنيسيا وماليزيا. لا زالت هذه القبيلة تحتفظ بعاداتها وتقاليدها منذ 3000 عام.
يعتنق شعب الداياك النصرانية (الروم الكاثوليك 32.1٪.البروتستانت 30.6٪) والاسلام (سنيون 31.6٪)، وهناك أقليات تعتنق الهندوسية والأرواحية.